# Ninette y un señor de Murcia
Ninette y un señor de Murcia es una obra de teatro del español Miguel Mihura, estrenada el 3 de septiembre de 1964 en Teatro de la Comedia de Madrid.
Ha sido adaptada al cine en dos ocasiones: la primera, en 1965, con dirección de Fernando Fernán Gómez; la segunda, en el 2005, con dirección de José Luis Garci.

## Estructura
Es una comedia en dos actos: el primero, dividido en un prólogo y dos cuadros; el segundo, dividido en 4 cuadros.

## Argumento
La obra describe las peripecias de Andrés, un joven e ingenuo murciano que decide dejar su tierra natal para vivir emociones en París, lugar al que acude atraído por las historias que le cuenta su compatriota Armando. Una vez en la Ciudad de la Luz, Armando le busca alojamiento en la pensión de Madame Bernarda y Monsieur Pierre, una pareja de españoles exiliados tras la Guerra Civil. Andrés conocerá a Ninette, la hija de ambos, y se enamorará perdidamente de ella hasta el punto de no abandonar la pensión en toda su estancia en París.

## Ninette: Modas de París
El 7 de septiembre de 1966 se estrenó la continuación de la obra, con el título de Ninette: Modas de París, comedia en dos actos, el segundo dividido en dos cuadros. Andrés y Ninette, tras contraer matrimonio, se instalan en Murcia, junto a los padres de ella. Andrés recupera el negocio familiar, una tienda de artículos religiosos. Sin embargo, la monótona vida de provincias provoca el aburrimiento de una joven acostumbrada al ajetreo parisino. Dispuesta a no dejarse vencer por la desidia, decide abrir una boutique.

## Adaptaciones

### Teatro
- 1964 (estreno): Teatro de la Comedia de Madrid. Intérpretes: Juanjo Menéndez (Andrés), Paula Martel (Ninette), Alfredo Landa (Armando), Rafael López Somoza (M. Pierre), Aurora Redondo (Mme. Bernarda).

- 1972: Intérpretes: Manuel Zarzo (Andrés), Teresa Rabal (Ninette), José María Escuer, Joaquín Embid, Encarna Abad.

- 2003: Intérpretes: Bruno Squarcia (Andrés), Carmen Morales (Ninette), Antonio Medina (Armando), Fernando Delgado (M. Pierre), Elena Sandón (Mme. Bernarda). Producida por la compañía TELON CORTO.

- 2015: Intérpretes: Jorge Basanta (Andrés), Natalia Sánchez (Ninette), Javier Mora (Armando), Miguel Rellán (M. Pierre), Julieta Serrano (Mme. Bernarda). Producida por la compañía La Ruta Teatro y coproducida por el Teatro Circo de Murcia.

### Cine
- Ninette y un señor de Murcia (1965), de Fernando Fernán Gómez. Intérpretes: Fernando Fernán Gómez (Andrés), Rosenda Monteros (Ninette), Alfredo Landa (Armando), Rafael López Somoza (M. Pierre), Aurora Redondo (Mdme. Bernarda).

- Ninette (2005), de José Luis Garci. Intérpretes: Carlos Hipólito (Andrés), Elsa Pataky (Ninette), Enrique Villén (Armando), Fernando Delgado (M. Pierre), Beatriz Carvajal (Mdme. Bernarda). Supone una adaptación de las dos obras.

### Televisión
- 1970, en Estudio 1; intérpretes: José María Mompín (Andrés), Paula Martel (Ninette), Tomás Zori (Armando), Rafael López Somoza (M. Pierre), Aurora Redondo (Mdme. Bernarda), María Silva (Maruja).

- 31 de mayo de 1974, en Noche de Teatro; intérpretes: José María Mompin, Paula Martel, Aurora Redondo, Rafael López Somoza, Tomás Zori

- 1984: serie de ocho capítulos en TVE (los cuatro primeros, dedicados a la primera obra; los otros cuatro, a la segunda); intérpretes: Juanjo Menéndez (Andrés), Victoria Vera (Ninette), Alfredo Landa (Armando), Ismael Merlo (M. Pierre), Florinda Chico (Mdme. Bernarda), María Casal (Maruja).[1]